# Zanclognatha bryanti
Zanclognatha bryanti là một loài bướm đêm thuộc họ Noctuidae. Loài này có ở British Columbia tới Oregon.
Việc phân loại loài này không hoàn toàn rõ ràng. Vài tác gia xem nó là phụ loài của Zanclognatha ochreipennis. Nó cũng được xem là đồng nghĩa của Zanclognatha jacchusalis. Phân loại gần đây nhất xem nó là phụ loài của Zanclognatha lutalba